# Franc Stadler
Franc Stadler – Pepe, slovenski partizan, komunist in narodni heroj, * 30. maj 1915, Ljubljana, † 1. februar 2000, Ljubljana.
Oktobra 1941 je postal član Varnostno obveščevalne službe komunistične partije oz. VOS v Ljubljani, novembra je bil sprejet v KPS. Med vojno in po vojni je deloval na vodilnih mestih VDV in Ozne. Skupaj s Kamilom Kratochwillom – Miletom sta 26. maja 1942 v Ljubljani na Streliški ulici 12 izvedla atentat in likvidirala duhovnika in profesorja Lamberta Ehrlicha ter primorskega spremljevalca študenta prava Viktorja Rojica. Pri dejanju sta ga poleg Kamila Kratochwilla spremljala še dva vosovca, Sabina Mavsar – Breda (bodoča žena Franca Stadlerja) in Džorže Frelih – Džuro. Kratochwill je o atentatu napisal poročilo.